# ミサイル万能論
ミサイル万能論（ミサイルばんのうろん）は、戦闘はミサイルのみで決着するという理論。ミサイルの種類によって理論は異なる。

## 空対空ミサイル

### 理論
空対空ミサイルの発達で、戦闘機の戦闘は装備したミサイルで決着がつき、従来の格闘戦は必要なくなると考えられた。そのため、戦闘機は速度偏重となり、装備もミサイルだけで航空機関砲がないものまで現れたが、ベトナム戦争の経過によって、ミサイルは運動性の高い戦闘機を捕えることが困難であり、格闘戦も発生することが判明して、機載機銃、格闘性能の重要性が再認識された。

### 歴史

#### ミサイルの発達
第二次世界大戦後、戦闘機はプロペラ機からジェット機へとその姿を変える。これに伴い、ジェットエンジンを搭載する戦闘機の高速化が進められた。ジェット戦闘機は従来のプロペラ戦闘機と比較して、旋回性能や低速域からの加速性能、スロットル・レスポンスで大きく劣るが、速度性能は飛躍的に向上し、実用化から10年も経たないうちに超音速域にまで達し、大いに持て囃された。
一方で電子機器の発達に伴って、戦闘機の搭載する武装にも変化が訪れる。それまで、航空機関砲と無誘導の爆弾のみであった航空機の武装に、空対空ミサイルが新たに開発されたのである。初めての実用的な空対空ミサイル「サイドワインダー」が1940年代末より開発が始まったが、このミサイルはそれまで機関砲のみであった空中戦に、大きな変化をもたらすと期待された。当時のサイドワインダーは技術的に未熟であったため、目標の後方のみからしか攻撃を行う事が出来なかったが、赤外線による誘導能力を有していたため、無誘導の兵器であるロケット弾や機関砲に比べて遥かに優れた兵器と考えられた。そして運動性においてプロペラ戦闘機に大きく劣るジェット戦闘機においては、武装として必然の選択と考えられた。

#### 全盛期
この期待が現実のものとなったのが、1958年9月24日に発生した金門馬祖周辺の台湾海峡上空、中国人民解放軍空軍と台湾（中華民国）空軍との交戦であった。人民解放軍のMiG-15とMiG-17が総数約100機、台湾空軍のF-86Fが総数32機投入されたこの空中戦で、F-86Fの一部の機体に搭載されていたサイドワインダー「AIM-9B」が11機のMiG-17を撃墜した。この戦闘でのF-86Fのキル・レシオ（撃墜・被撃墜の率）は11対2、サイドワインダーの命中率は約60%であった。
この戦果に、武器供与を行ったアメリカ軍は「将来的に航空機同士の戦闘は、ミサイルによるものが全てとなる」との予測を立てた。
ミサイルの運用とは、同時に「戦闘機はミサイルを運ぶだけのものになる」という見解を生んだ。上述の通り運動性に劣るジェット戦闘機では格闘戦はまず不可能であり、さらにはマッハ2を超える超音速戦闘機が実用化するに至って「超音速飛翔体同士の交差時間はごく僅かであり、機関砲による交戦は発生し得ない」と考えられた為である。この見解に加え、当時の冷戦構造下の大量報復を機軸とした核戦略の中で、アメリカ空軍の配備する戦闘機は飛来するソ連空軍爆撃機に超音速で接近しミサイルでこれを撃墜する要撃機と、やはり超音速飛行で爆弾による地上攻撃を行う戦闘爆撃機に大きく二分化されていった。
その結果、アメリカ軍ではF-106やF-4といった空対空ミサイルを大量に搭載し遠距離から発射する超音速戦闘機や、F-105やF-111といった戦闘爆撃機の開発を推し進めた。この時期から、これらミサイルを運搬する戦闘機や爆撃機は、「ミサイルキャリアー」「ミサイリアー」などと呼ばれた。

#### 終焉
1960年代、ベトナム戦争に参戦したアメリカは、北ベトナムが運用していたMiG-17、MiG-21相手に苦戦した。当時の電子機器は信頼性が低く故障が多発するとともに、熱帯雨林という環境(森林の照り返しの赤外線が強烈で命中精度が低下)も重なり、格闘戦を挑んでくるMiG-17に、ミサイルのみを搭載した戦闘機はミサイルを撃ち尽くすとただ逃げるしかなかった。
当時は敵味方識別装置がまだ実用化されておらず、同士討ちを避けるために相手を視認してから攻撃する原則とされていたため、レーダー誘導ミサイルによる視程外からの攻撃能力を発揮できなかったことも、格闘戦の多発に拍車をかけた。
アメリカは最新機種となるF-4を投入していた。冷戦の高まりとベトナム戦争の影響もあり、F-4はアメリカ製ジェット戦闘機としては当時最多の生産数であった。F-4は第3世代ジェット戦闘機を代表する機体であり、空対空・空対地ミサイルが搭載兵器であり、その運用能力を高めることが機体の発展の主眼にあった。しかし、当時のミサイル技術では全てに対応するのは困難であり、外れることも珍しくなく、戦闘状況によっては発射する機会すら得られないこともあった。「空中戦はミサイルを撃つだけで終わる」というミサイル万能論に支えられ、機銃を装備しない設計だったF-4だったが、ベトナム戦争で従来の格闘戦闘が発生し、機銃や格闘戦闘の技術の必要性が再認識された。
また、同時期に発生した第二次インド・パキスタン戦争でも、パキスタンがサイドワインダーを搭載したF-86FやF-104Aを投入したが、命中率は約30%、しかも撃墜できたのは機動性の低い攻撃機のみであった。
ミサイルの命中率は思ったほどには高くなかった。またレーダー誘導ミサイルは自身には電波を放射する能力が無く、常に戦闘機がレーダー波を照射する必要があり（セミアクティブ・ホーミング）、ミサイルを撃ってから敵機に命中するまで行動が制限され、対戦闘機戦闘には不適切であった。一方サイドワインダーなど赤外線誘導ミサイルは、エンジンの廃熱を追尾するために、敵機の背後に回り込む必要があり、むしろ機関砲による戦闘よりもドッグファイトが重要視されるものであったのである。一方、超音速ジェット機といえど常時音速を超えて飛行する訳でなく、巡航速度は音速以下の領域であり、また運動性において差異が大きくは無いジェット戦闘機どうしの戦闘においては、格闘戦の機会も十分に存在した。そして機関砲についても、レーダー連動や機体の運動にあわせた自動補正を加えるなど照準器が格段に進歩しており、決してミサイルと比べて時代遅れの存在ではなかった。
ベトナム戦争の戦訓から、アメリカの第4世代の戦闘機では機銃を固定装備し、格闘戦闘で運動性を発揮できるようにエネルギー管理戦闘が行えるように設計された1970年代にはミサイル万能論は終焉を迎え、戦闘機にはミサイルの運用能力に加え、ガトリング砲の発展形態であるM61 バルカンなど高速連射性を備えた機関砲が付属され、機動性・運動性の向上が図られた。

#### その後
2010年代、かつてより赤外線誘導ミサイルは大幅に性能向上し、射角は広くなり敵機の背後に回り込む必要は無くなった。またレーダー誘導ミサイルも、ミサイル自身がレーダー波を放射するアクティブ・ホーミング方式が主流となり、命中率が飛躍的に向上している。また、空中戦も戦闘機が単独で行うものではなく、早期警戒管制機の支援を受けるものになったことで視程外射程ミサイルによる視程外戦闘が主流となり、湾岸戦争・イラク戦争において多国籍軍の戦闘機は、早期警戒機の支援による視程外戦闘によって、イラク軍戦闘機に対して優勢に戦っている。しかしながら有視界戦闘による決着も少ないとは言えず、格闘戦も発生している。湾岸戦争は来たる21世紀の戦闘の主流が視界外戦闘になる事を示したが、同時に視界外も有視界も分け隔てなく戦える能力が必要である事を示唆した。
現代の戦闘機の戦闘は視界外戦闘により重きをおいており、将来的には視界外戦闘の比率はさらに高まるであろうが、それでも有視界戦闘は発生し得るし、古典的な格闘戦も否定できない。視界外戦闘はあくまでも国家間において高レベルの緊張状態になって初めて発揮される能力であって、平時ないし低強度紛争においては、目視識別や警告なしに問答無用で撃墜することは、まともな国家であればあり得ない。

## 地対空ミサイル
上述のような戦闘機搭載兵器がミサイルに置き換えられるという主張からさらに進んで、地対空ミサイルの実用化によって、有人戦闘機（特に要撃機）自体が不要になるという主張がなされた事がある。
アメリカ初の地対空ミサイルであるF-99ボマークは「最初の無人戦闘機」として宣伝されたのも、この考えに基づくものである。隣国カナダにおいては、実際にCF-105アロー戦闘機の開発を放棄し、ボマークの配備をもって代える事となった。
イギリスにおいては保守党政権のダンカン・サンズ（Duncan Sandys）国防相による1957年の国防白書が有名である。これにより航空機開発の予算が削減され、イングリッシュ・エレクトリック ライトニングが最初で最後（2011年現在）のイギリス独自開発の超音速戦闘機となった。
日本においてもF-104が「最後の有人戦闘機」と宣伝され、本機が航空自衛隊の最後の戦闘機となり、以降は地対空ミサイルが主力になると予想された。また地対空ミサイルの導入にあたっては、航空自衛隊が「地対空ミサイルは無人戦闘機である」、陸上自衛隊が「対空砲火の延長である」として、熾烈な縄張り争いを行い、ナイキJは航空自衛隊、改良ホークは陸上自衛隊が導入するという、玉虫色の決着がなされた。昭和50年頃には、日本の防衛のありかたとしてハリネズミ防衛論が、主に公明党によって主張された。航空分野においては、他国を攻撃できる戦闘機は廃止して、全て地対空ミサイルに置き換える事が提案されている。
いずれにせよ、戦闘機が全てミサイルに置き換わるというのは、現在に至るも実現には至らず、地対空ミサイルは戦闘機の任務を全て代替するものではなく併存補完する存在という位置づけが定着している。特に平時における要撃機のスクランブル任務は、領空侵犯の可能性のある他国の機体の監視、領空侵犯した他国の機体に警告を与え威嚇し、領空外に退去させるのが主任務であり、こういった目的には地対空ミサイルは用いる事ができない。
現在は無人戦闘機（UCAV）が開発途上にあり、将来的に有人戦闘機をこれに置き換えられる可能性は考えられるが、戦闘機そのものを置き換える事を想定したミサイルの開発は行われていない。

## 地対地ミサイル
大陸間弾道ミサイルや巡航ミサイルなどの地対地ミサイルが実用化すると従来の爆撃機は不要になると言われた事がある。この考えから、ロバート・マクナマラ国防長官がアメリカ空軍のXB-70爆撃機の開発を中止させたりもしている。ソビエトでも当時主席だったニキータ・フルシチョフもこの思想に理解を示した結果、要撃機の開発・通常型爆撃機の生産規模縮小などが行われたと見られている。
しかしながら、ミサイルと違って搭乗員の臨機応変の判断により柔軟な行動ができるという観点からの、有人爆撃機に対する支持も根強い。またミサイルは爆撃機より投下される爆弾よりも高価格であり、爆撃機と爆弾の組み合わせはコスト面でミサイルよりも有利となる。原子爆弾の実用化当初は1発の核爆弾で戦争の勝敗が決まると考えられたため、敵よりも先制しての攻撃が最重要課題であり、有人航空機より遥かに高速なミサイルに期待が高まったが、米ソ核戦争ではなく代理戦争や非対称戦争の増加によってむやみに核兵器が使えない状況へと移行すると、爆撃機と通常爆弾の存在が再び見直されるようになった。
そのため、現代に至るも全ての爆撃機が地対地ミサイルに置き換わるには至っておらず、将来的にそうなる予定も無い。
一方で、大型爆撃機に空対地ミサイルを搭載して相手の制空権外から発射することで柔軟性と安全性を両立させる運用も出現し、結果として従来の亜音速・大型戦略爆撃機を延命させ、新規の(超音速)戦略爆撃機の開発を停滞させる一要因となっている。

## 対戦車ミサイル
対戦車ミサイルが開発・実用化された際にも同様に「ミサイル万能論（戦車不要論）」が叫ばれた。
第四次中東戦争の緒戦において、エジプト軍がソ連製の対戦車ミサイルを歩兵・装甲車で運用し、戦車万能論を信奉し歩兵との連携を疎かにしていたイスラエル軍の戦車を多数撃破した事から一層その声は大きくなった。しかし実際は戦争後期にはイスラエル軍戦車部隊は歩兵との連携を密にして敵の対戦車ミサイル網を一掃しており、その後対策として爆発反応装甲（ERA）やスラット装甲などを導入、他国もそれに倣って対戦車ミサイル対策を進めている。
しかしながら、その後のトヨタ戦争においても、チャド政府軍のミラン対戦車ミサイルを積んだトヨタ・ランドクルーザーが活躍し、リビア軍の戦車部隊ほぼ一個旅団を壊滅するに至っている。現在に到るまで、対戦車ミサイルとトラック車両の組み合わせは、戦車を装備できない貧しい国家やゲリラ組織などにとって、有用な兵器となっている。
2022年ロシアのウクライナ侵攻においても、数字上の戦力では圧倒的劣勢のウクライナが予測に反して善戦。特に米国から供与されたジャベリン携行対戦車ミサイルの活躍が注目され、にわかに戦車不要論が活気付いた。しかし、ウクライナが陥ちた場合、次の標的と目されるポーランドの危機感は甚だしく、保有戦車の大部分をウクライナへ供与した上に、代替として1500両近い近年稀に見る戦車の大量調達方針を決定している。

## 戦闘艦搭載ミサイル
戦闘艦に搭載されるミサイルが実用化されると、従来の艦砲に代わってミサイルが主力になると思われた。実際に艦対艦戦闘に関しては艦砲の頂点であった戦艦主砲はすでに対艦ミサイル出現を待たずして戦艦もろともに過去の存在と化していたし、対空に関してもアメリカ海軍のミサイル巡洋艦「ロングビーチ」は、艦砲を廃止して全てをミサイル武装とした。しかしその後艦砲を復活している。同様にイギリス海軍の22型フリゲートも艦砲を装備していなかったが、フォークランド紛争の戦訓を取り入れ、後期の艦には4.5インチ（114mm）単装砲を装備している。
以降、搭載航空機が主力装備である航空母艦・ヘリ空母などを除いては、ほとんどの戦闘艦は艦砲を装備している。ただし現在、特に本格的な正規空母を実戦配備できなかった旧ソ連・ロシア海軍においては、戦闘艦の主武装はミサイルであり、艦砲は副次的な装備となっている。また従来は機関砲や中口径砲が主流であったCIWSも、近年ではRAMなどの地対空ミサイルを採用する動きがあり、ミサイルの有用範囲は拡大している。
一方、イージス艦をはじめとする冷戦時代からの想定に基づく強力なレーダー、ミサイル等のハイテク装備を有する戦闘艦が、非対称戦環境下においては小型ボートを用いた自爆テロが現実に多大な脅威として示され（米艦コール襲撃事件）て以後、艦載武器においてプリミティブな砲熕兵器が再評価され、応急的な機銃座ないし20～30mmクラスの機関砲を搭載したRWSの装備がトレンドとなっている。

## 文献
- 大井篤「英国版ニュールック--1957年英国防白書を読んで」『世界週報』第38巻第15号、時事通信社、1957年5月4日、28-35頁。